# Streblospio benedicti
Streblospio benedicti is een borstelworm uit de familie Spionidae. Het lichaam van de worm bestaat uit een kop, een cilindrisch, gesegmenteerd lichaam en een staartstukje. De kop bestaat uit een prostomium (gedeelte voor de mondopening) en een peristomium (gedeelte rond de mond) en draagt gepaarde aanhangsels (palpen, antennen en cirri). Streblospio benedicti werd in 1879 voor het eerst wetenschappelijk beschreven door Webster.

## Verspreiding
Streblospio benedicti is inheems in de westelijke Atlantische Oceaan, van de Saint Lawrencebaai tot Venezuela. Het is geïntroduceerd in Hawaï, de westkust van Noord-Amerika (Mexico tot Brits Columbia) en Europa (Polen tot Spanje). Het wordt aangetroffen in wadden en zachte sedimenten in estuaria en kustwateren en kan een breed scala aan temperaturen en zoutgehaltes verdragen. Het kan overvloedig voorkomen op de geïntroduceerde locaties en is waarschijnlijk een belangrijk graasdier van fytoplankton in deze gebieden, maar verdere effecten zijn niet onderzocht.